# Újezd u Domažlic

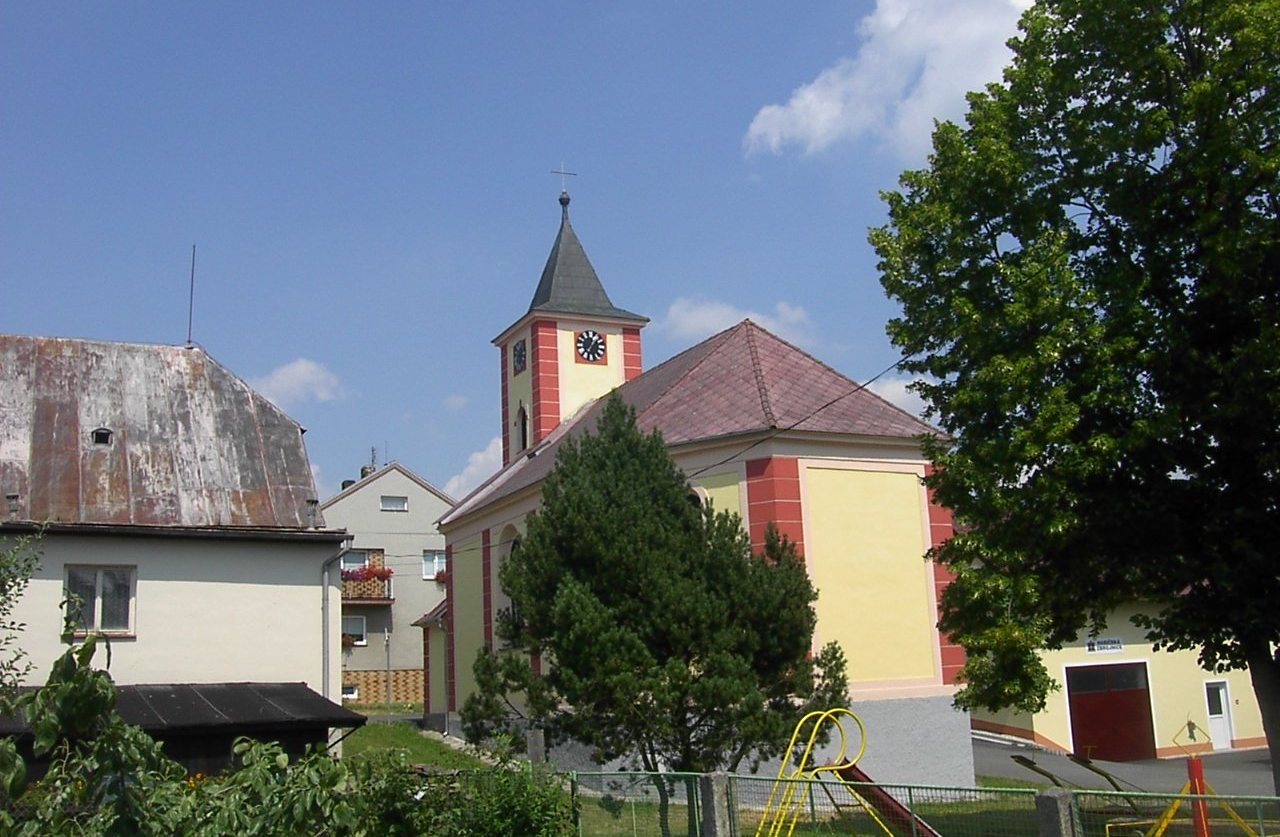
Kirche St. Wenzel

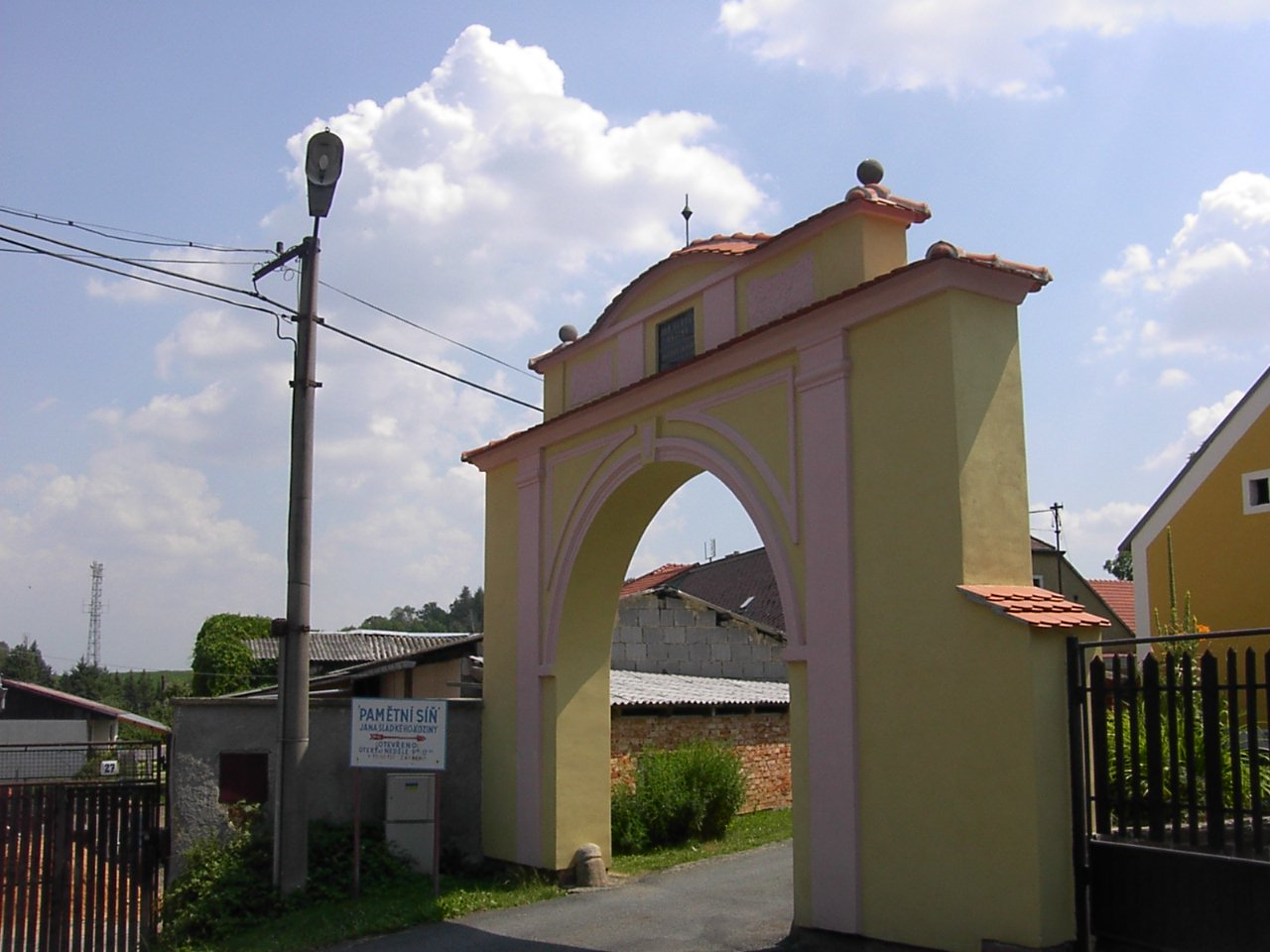
Tor des Kozina-Gutes

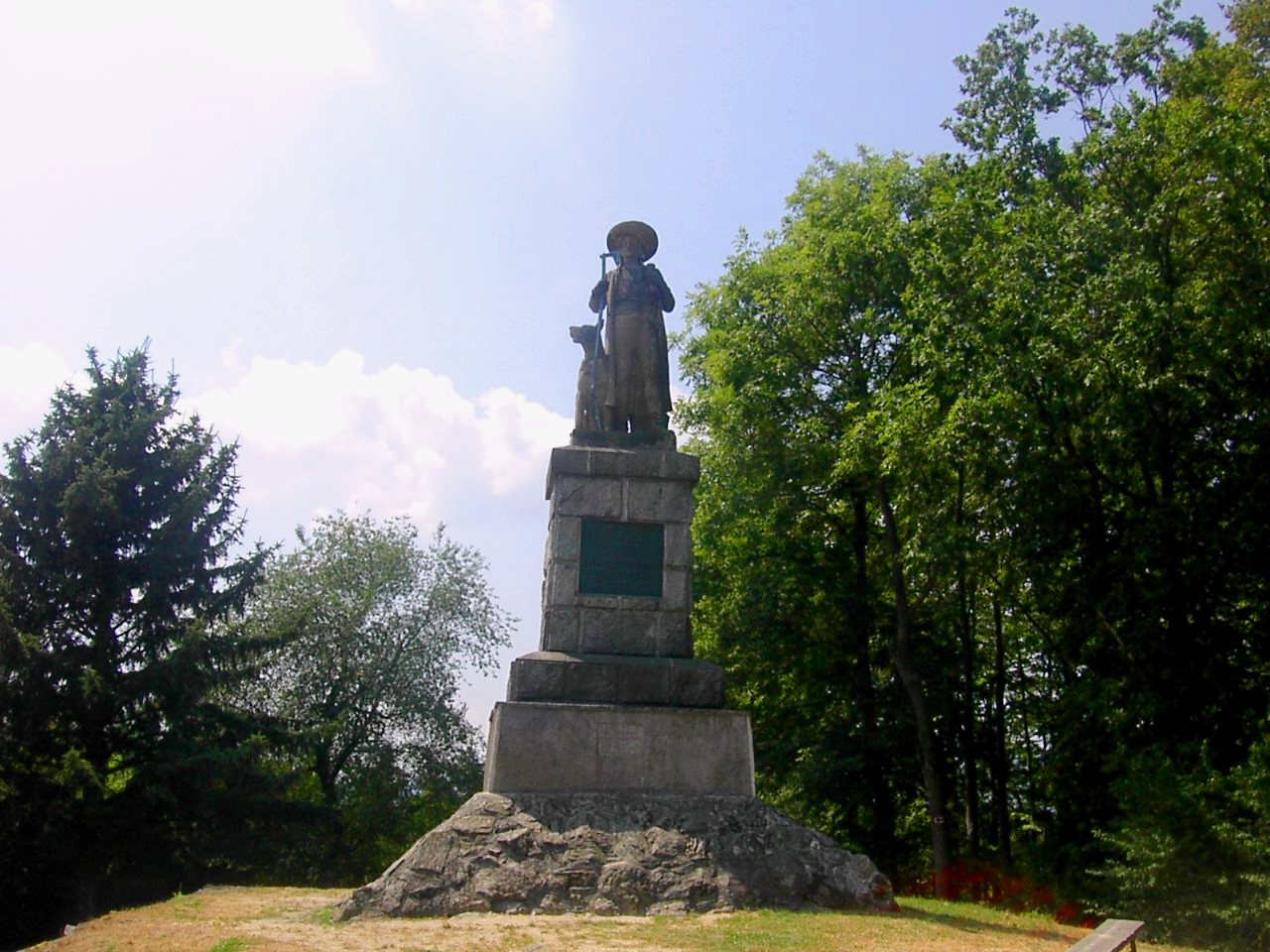
Kozina-Denkmal auf dem Hrádek

Újezd (volkstümlich Kozinův Újezd, deutsch Aujezd b. Taus) ist eine Gemeinde in Tschechien. Sie liegt vier Kilometer westlich von Domažlice und gehört dem Okres Domažlice an.

## Geographie
Újezd befindet sich im Südosten des Oberpfälzer Waldes (Český les) auf einem Sattel umgeben von den Hügeln Václavkova hora (534 m), Hrádek (Spitzberg, 585 m) und Dubová hůrka (517 m). Am östlichen Ortsrand wird Újezd von der Staatsstraße 26 zwischen Horšovský Týn und Furth im Wald tangiert. Südöstlich verläuft die Eisenbahn zwischen Domažlice und Tachov, deren nächste Bahnstation in Havlovice liegt.
Nachbarorte sind Ždánov und Draženov im Norden, Petrovice im Nordosten Domažlice im Osten, Havlovice im Südosten, Pila im Süden, Trhanov im Südwesten, Klenčí pod Čerchovem im Westen sowie Postřekov und Pařezov im Nordwesten.

## Geschichte
Die erste urkundliche Erwähnung von Újezd stammt aus dem Chodenprivileg Johanns von Luxemburg aus dem Jahre 1325. Der Ort war bis zum Dreißigjährigen Krieg eines der freien Chodendörfer. 1621 wurden die Bewohner dem Herrenhof von Wolf Wilhelm Laminger von Albenreuth in Trhanov robotpflichtig. Dessen Sohn Wolf Maximilian Laminger, genannt „Lomikar“ verweigerten sie den Gehorsam. Wortführer der Choden wurde Jan Sladký Kozina aus Újezd. Bis zum Jahre 1848 blieb Újezd der Herrschaft Trhanov untertänig. Im Jahre 1873 vernichtete ein Großfeuer Teile des Dorfes.

## Gemeindegliederung
Die Gemeinde Újezd besteht aus den Ortsteilen und Katastralbezirken Petrovice (Petrowitz) und Újezd (Aujezd). Grundsiedlungseinheiten sind Petrovice, Újezd und Újezd-u Pily.

## Sehenswürdigkeiten
- Kozina-Gut, Gedenkstätte für Jan Sladký Kozina und Museum des Brauchtums der Choden
- Kirche St. Wenzel am Dorfplatz von Újezd, erbaut 1891
- Bauerngüter und Chaluppen in Schrotholzbauweise
- Denkmal für Jan Sladký Kozina auf dem Berg Hrádek. Die auf einem Sockel befindliche 3,20 m hohe Statue wurde von den Bildhauern František Hošek und Čeněk Vosmík geschaffen und 1895 aufgestellt.

## Persönlichkeiten
- Jan Sladký Kozina (1652–1695), Führer des Chodenaufstandes gegen den „Lomikar“
- Adam Podestát (1653–1710), Wortführer der Choden